# أوعية شرسوفية سفلية

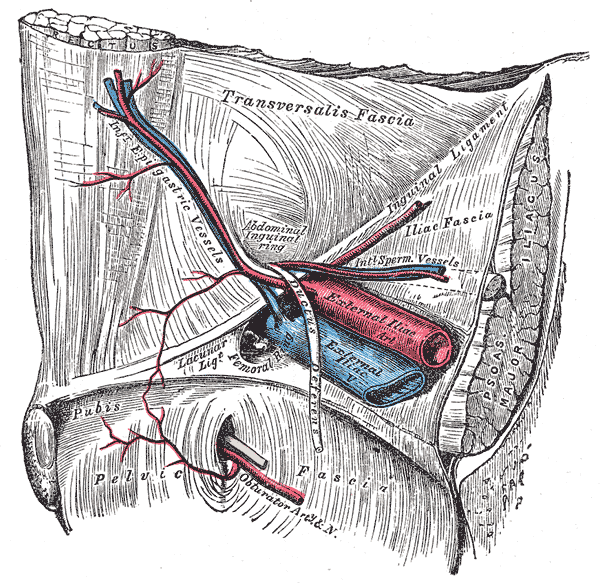
منظر داخلي (من الخلف إلى الأمام) للمنطقة الأربية اليمنى لحوض ذكري، مع أوعية شرسوفية سفلية مسماة في الجزء العلوي الأيسر للصورة.

في تشريح جسم الإنسان، يشير مصطلح أوعية شرسوفية سفلية (بالإنجليزية: Inferior epigastric vessels)‏ إلى:
- شريان شرسوفي سفلي
- وريد شرسوفي سفلي

## روابط خارجية
- Hesselbach's triangle - fpnotebook.com